# دیل گوردون
دیل گوردون (انگلیسی: Dale Gordon؛ زادهٔ ۹ ژانویهٔ ۱۹۶۷) بازیکن فوتبال اهل بریتانیا است.
از باشگاه‌هایی که در آن بازی کرده‌است می‌توان به باشگاه فوتبال پیتربورو یونایتد، باشگاه فوتبال رنجرز، باشگاه فوتبال ای‌اف‌سی بورنموث، باشگاه فوتبال نوریچ سیتی، باشگاه فوتبال میلوال، و باشگاه فوتبال وستهام یونایتد اشاره کرد.
وی همچنین در تیم ملی فوتبال زیر ۲۱ سال انگلستان بازی کرده‌است.